# Święto Dziewiętnastego Dnia
Święto Dziewiętnastego Dnia – święto bahaickie, ustanowione przez Bába oraz zatwierdzone przez Bahá'u'lláha. Obchodzone co dziewiętnaście dni, każdego bahaickiego miesiąca. Jest spotkaniem, na którym wyznawcy gromadzą się w atmosferze jedności i radości. Święto jest okazją do regularnych konsultacji pomiędzy Lokalnym Zgromadzeniem Duchowym oraz członkami wspólnoty i zostało opisane przez Shoghi Effendiego jako „fontanna Światowego Porządku Bahá’u’lláha”.

## Charakter święta
Trzy części stanowią o charakterze święta:
- modlitwy – to część mająca charakter całkowicie duchowy. Podczas tej części czytane są modlitwy i Pisma Bába, Bahá'u'lláha, oraz ‘Abdu’l-Bahy;
- konsultacja – to część, podczas której odbywa się ogólna rozmowa na temat spraw i rozwoju wspólnoty, która znajduje się pod jurysdykcją Lokalnego Zgromadzenia Duchowego. Wspólnota przekazuje Zgromadzeniu swoje rekomendacje, a Zgromadzenie przekazuje wspólnocie swoje decyzje;
- część towarzyska – to wspólne przebywanie wyznawców w duchu jedności, radości i zabawy.